# Annah Robinson Watson

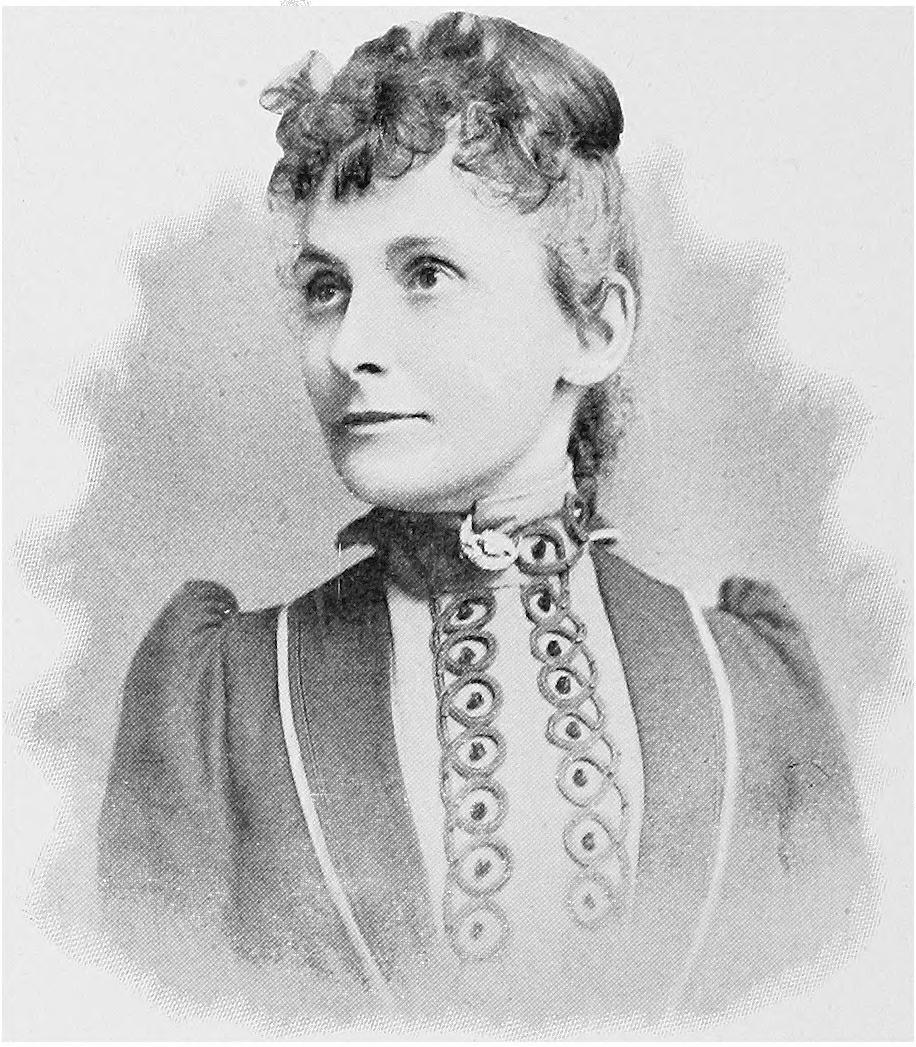
Annah Robinson Watson (1898)

Annah Robinson Watson, geboren als Annah Walker Robinson, (* 1848 bei Louisville, Kentucky; † 1930) war eine US-amerikanische Schriftstellerin und Feministin. Sie war Mitbegründerin und Präsidentin vom Nineteenth Century Club und ein Sammlerin von amerikanischer Folklore.

## Leben
Annah Walker Robinson wurde 1848 als Tochter von Archibald Magill Robinson und seiner Ehefrau Mary Louise, geborene Taylor, auf der Farm der Taylors namens Springfields in der Nähe von Louisville geboren. Sie war die Enkelin von Hancock Taylor, dem Bruder des US-Präsidenten Zachary Taylor. Robinson wurde als ein „romantisches, poetisches, fantasievolles Kind“ beschrieb. Nach einigen Jahren auf dem Land zog die Familie nach Louisville, wo sie zur Schule ging, und später in Chicago (Illinois) studierte.
Nach ihrem Studium begann ihre Schaffenszeit als Schriftstellerin. Unter ihren Gedichten war „Baby's Mission“, welches große Beliebtheit genoss und im Londoner Journal Chatterbox erschien. Sie gewann auch ein Wettbewerb im New Yorker Magazin Churchman für das beste Wiegenlied. Neben einer Vielzahl an Gedichten und Prosa-Werken, welche sie unter ihrem eigenen Namen veröffentlichte, waren auch viele unsignierte Arbeiten, einschließlich Rezensionen und Leitartikel.
Robinson heiratete 1870 James Henry Watson (* 1848), den Sohn eines Richters aus Mississippi. Das Paar bekam sechs Kinder. Die Familie ließ sich später in Memphis (Tennessee) nieder, wo ihr Ehemann als Rechtsanwalt praktizierte. In der Folgezeit veröffentlichte sie Fabeln und Überlieferungen, welche sie bei den ehemaligen Sklaven sammelte, um sie vor dem Vergessen für die Nachwelt zu bewahren. Ein triftiger Grund für ihre Tätigkeit war aber auch die Annahme (ethnographischer Rassismus), dass Amerika der Treffpunkt der beiden großen Zweige der Menschheitsfamilie war: Von ihren Ursprüngen in Zentralasien zog eine Gruppe nach Osten und überquerte die Beringstraße, wohingegen sich der Rest aufteilte und entweder nach Süden nach Afrika oder nach Westen in das heutige Sachsen aufmachte, bevor sie sich auf ihrer Wanderung nach Westen in Amerika vereinten. Unter ihren Arbeiten war Some Notable Families of America, Of Sceptred Race, Passion Flowers und ein Vortrag namens Comparative Afro-American Folk-Lore, welcher während des International Folk-Lore Congresses bei der World’s Columbian Exposition von 1893 gehalten wurde.
In Memphis war Robinson ein Gründungsmitglied und dritte Präsidentin vom Nineteenth Century Club, dem größten Frauenverein im Süden. Zu jener Zeit wurden Clubs als Schulen angesehen, in denen Frauen ihre Denkversuche erweitern konnten. Der Club war mit der Frauenwahlrechtsbewegung verbunden, obwohl die Mitglieder deutlich machten, dass es sich bei ihnen um eine sehr feminine Aktivistensorte handelte. Sie erklärten oft, dass sie Frauen halfen in ihrem Familienleben besser zu werden. Obwohl Robinson davor warnte Aktivismus auf Kosten der Familie zu verfolgen, nahm sie „ein neues Gefühl von Macht und Leistungsfähigkeit unter den amerikanischen Frauen“ zur Kenntnis. In diesem Zusammenhang veröffentlichte sie 1895 zusammen mit der Frauenrechtlerin Josephine Henry das Werk The New Woman of the New South & the Attitude of Southern Women on the Suffrage Question.
Im Jahr 1913 trug General James Grant Wilson ihr Gedicht namens „The Siege of Vicksburg, a Battle of the Bluffs“ ihretwegen bei dem 43. Treffen der Society of the Army of the Tennessee vor.
Robinson veröffentlichte 1914 ihr Werk Golden Deeds on the Field of Honor: Stories of Young American Heroes mit dem Fokus auf den Sezessionskrieg, vor allem aus der Perspektive der Südstaatler.